# Padishkhwargar

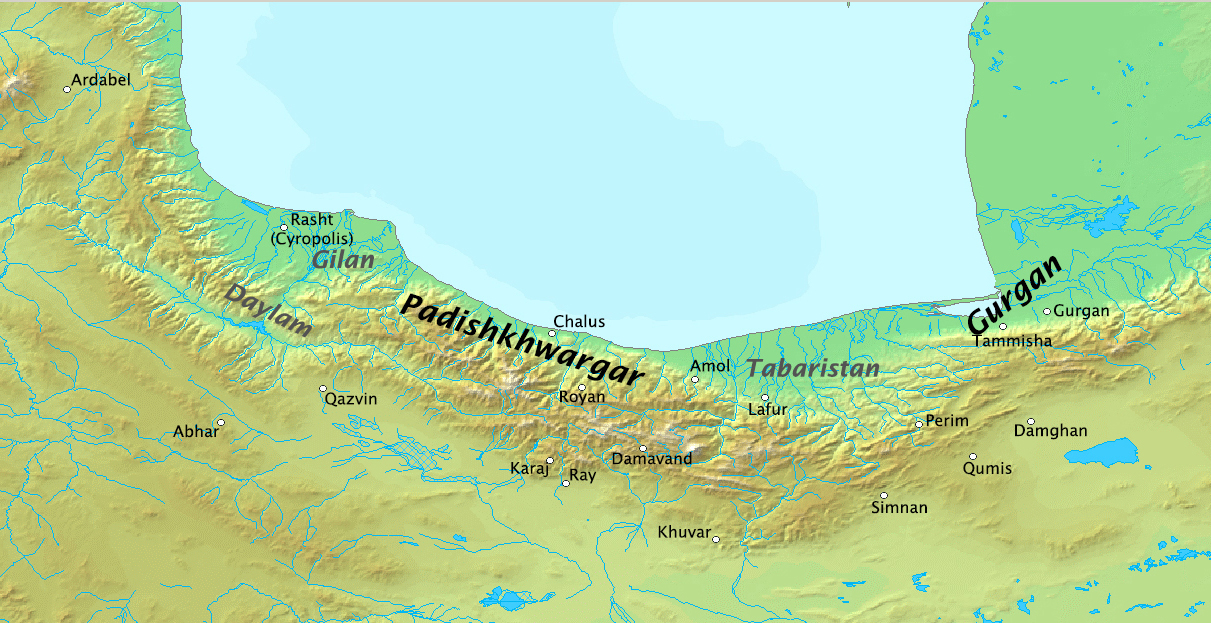
Mappa della regione

Padishkhwārgar o Patishkhwāgar (in lingua persiana پديشخوارگر) che successivamente venne modificato in Farshwārdgar (فرشواردگر) è il nome in lingua pahlavi di uno stato vassallo e successivamente provincia dell'impero sasanide.
I geografi islamici hanno locato questa provincia a nord dei territori dei sasanidi ed assegnarono le province del Caspio (moderni Mazandaran e Gilan) a questa regione. Mar'ashi, nella sua Storia di Tabaristan o Ruyan o Mazandaran, dice che il Tabaristan, Daylam e Gilan sono le regioni del Padishkhwargar. Questo vorrebbe dire che le moderne province iraniane di Golestan, Mazandaran, Gilan, Zanjan, Qazvin, Ardabil e Azarbaijan orientale sarebbero state incluse in questa designazione territoriale. La sua città principale era Amol.
La regione è comunemente associata alle storie mitiche dell'epoca sasanide e anche dopo la conquista dell'Islam, periodo che continua ad essere considerato misterioso dagli storici e geografi islamici. Questo probabilmente perché gli eserciti islamici non riuscirono mai a conquistare pienamente questa regione, penetrando soltanto in alcune delle sue province (Tabaristan).